# Гаранінка
Гара́нінка (рос. Гаранинка) — селище у складі Алапаєвського міського округу (Верхня Синячиха) Свердловської області.
Населення — 111 осіб (2010, 236 у 2002).
Національний склад населення станом на 2002 рік: росіяни — 94 %.